# Hans Weniger
Hans Weniger, gebürtig Johann Franz Weniger (* 10. Juni 1925 in Wien, Österreich; † 18. Februar 1996 in Hamburg, Deutschland) war ein österreichischer Schauspieler und Bankkaufmann.

## Leben
Der Arbeitersohn durchlief von 1939 bis 1942 in Wien eine Ausbildung zum Lehrling bei der Gummi- und Reifenfirma Semperit und wurde 1942 eingezogen. Weniger wurde bei der Luftwaffe in Frankreich ausgebildet, diente aber bei Kriegsende im Heer. 1945 kehrte er nach Wien heim und ließ sich von Dezember 1945 bis Juni 1947 von Eugen Herbert Kuchenbuch, Dorothea Neff und Zdenko Kestranek künstlerisch unterweisen. 
Seine schauspielerische Laufbahn begann Hans Weniger im Herbst 1946. Frühe Rollen erhielt er in Walter Felsensteins Inszenierung von Die Räuber sowie in Operetten (Die Fledermaus, Melodien aus Wien). Von Herbst 1947 bis Herbst 1948 war er als Schauspieler bei der RAVAG beschäftigt. Anschließend wechselte er an das Neue Theater in der Scala. 1949 ging Weniger mit der Scala auf Tournee nach Berlin und erhielt dort Folgeengagements an das Hebbel-Theater, das Deutsche Theater unter Wolfgang Langhoff sowie ans Theater am Schiffbauerdamm. In Ostberlin arbeitete er regelmäßig mit Bertolt Brecht zusammen. Wichtige Rollen spielte Hans Weniger unter anderem in Jegor Bulytschew (Maxim Gorki) und Brigade Karhan (Vašek Káňa). Nebenbei übernahm er kleine Rollen beim Film, zum Beispiel in der DEFA-Produktion Ernst Thälmann – Sohn seiner Klasse.
1957 übersiedelte der seit 1953 mit der Schauspielerin Sigrid Roth verheiratete Hans Weniger mit seiner Familie (zwei Söhne, einer davon Kay) nach Hamburg. Dort nahm er einen Berufswechsel vor und war bis zu seiner Pensionierung (Jahresende 1989) in leitender Funktion bei der Deutschen Bank tätig. Weniger verfasste auch Hörspiele.